# Hervormde kerk (Eethen)
De Hervormde kerk is een historisch kerkgebouw aan de Cornelis Branderhorststraat 7 te Eethen.
Het kerkje heeft een tufstenen romaans schip uit de 12e eeuw. Dit schip heeft kleine vensters in door muurdammen gescheiden rondboogvelden.
In de 13e eeuw werd deze kerk naar het westen toe vergroot met één travee en een vlakopgaande toren. In de 15e eeuw werd deze nog met een geleding verhoogd. In de 2e helft van de 15e eeuw werd de kerk verder vergroot met een gotisch koor, dat hoger is dan het schip. De muren zijn uit baksteen, met speklagen van tufsteen. In de oostmuur van het schip vinden we altaarnissen ter weerszijden van de triomfboog. Ook is daar een vierpasvenster aan te treffen.
De kerk, oorspronkelijk voor de katholieke eredienst gebouwd, werd in de tijd van de Reformatie genaast door de Protestanten. In 1596 werd de eerste predikant beroepen.
In 1944, toen Eethen in de frontlinie lag, werd de kerk zwaar verwoest. Van 1948-1951 werd ze weer hersteld in de oorspronkelijke staat. Enkel de verwoeste 15e-eeuwse geleding van de kerktoren werd niet meer herbouwd.
Het orgel stamt uit 1967 en is gebouwd door de Alkmaarse firma Pels & Van Leeuwen.